# Ульяновка (Николаевский район, Одесская область)
Ульяновка (укр. Ульяновка) — село, относится к Николаевскому району Одесской области Украины.
Население по переписи 2001 года составляло 594 человека. Почтовый индекс — 67032. Телефонный код — 4857. Занимает площадь 1,47 км².

## Местный совет
67032, Одесская обл., Николаевский р-н, с. Ульяновка, ул. Ленина, 10